# Durand (évêque d'Auvergne)
Ne doit pas être confondu avec Durand de Bredon.
Pour les articles homonymes, voir Durand.
Durand, aussi écrit Duran ou Durant, (en latin Durannus, Durandus ou Durantus), était un religieux du Moyen Âge central qui fut évêque de Clermont au XIe siècle.

## Biographie
Durand était issu d’une famille modeste de Clermont. Il fut instruit à l’abbaye de la Chaise-Dieu et devint un des premiers disciples de Robert de Turlande, son fondateur. À la mort de Robert en 1067, il fut élu pour lui succéder. Il y avait à cette époque trois cents moines répartis dans différents monastères qui constituaient la congrégation de la Chaise-Dieu. Il gouverna l’ordre pendant dix ans, période au cours de laquelle il s’employa à la canonisation de son prédécesseur, ce qui fut fait en 1070. Deux ans après il jumela son monastère avec celui du Bec dont le prieur était Anselme de Cantorbéry. Il s'occupa également de faire achever les bâtiments de monastère. Il ne reste malheureusement rien de l’ancienne abbatiale romane.
En 1077, l'évêque et légat du pape Hugues de Die, vint tenir un concile à Clermont. Il déposa l'évêque Guillaume de Chamalières pour simonie et usurpation. C'est Durand qui fut nommé à sa place.
Durand conserva la direction de l’abbaye de la Chaise-Dieu encore deux années après sa nomination. En 1081 il assista au concile d’Issoudun. Sous son épiscopat les chanoines de Billom pillèrent et profanèrent l’église Saint-Loup. Le pape Urbain II en fut informé et écrivit à Durand pour lui dire son étonnement de ce qu’il n’avait rien fait pour les punir, et pour lui ordonner de le faire. 
En 1094 Durand se joignit aux archevêques de Lyon, de Narbonne et d’Auch ainsi que plusieurs autres évêques pour tenir un concile à Brioude (ou peut-être à Brive-la-Gaillarde) afin de régler le conflit qui opposait les religieux de l’abbaye de Marmoutier avec Rodulphe, l’évêque de Tours.
Quand le pape Urbain II  vint en Auvergne en 1095 pour célébrer le concile de Clermont, il décida de loger chez Durand qui en fut très honoré. Cependant, l’agitation qu’il se donna pour recevoir le souverain pontife et pour préparer la célébration du concile lui occasionnèrent un tel stress qu’il mourut le lendemain même de l’arrivée du pape ; c’était le 16 novembre 1095.
Hugues, évêque de Grenoble, Jarenton Abbé de saint Bénigne de Dijon et Ponce de la Chaise-Dieu, qui étaient tous moines à l’origine, prirent soin de l’ensevelir. Ses funérailles furent extrêmement solennelles et dignes d’un souverain car toute l’assemblée du concile s’y trouva rassemblée (le pape, une centaine d’évêques et plus de cent abbés).